# 副市长
副市长，又称临时市长、助理市长，是许多地方政府中存在的一种由选举或任命产生的职务，通常是排名第二的官员。
许多由选举产生的副市长是地方政府的成员，并在市长缺席时担任代理市长。由市长任命的副市长则通常是由市长直接领导，可能担任市政府的首席运营官。
在一些市政府中，可能同时存在一位或多位被任命的副市长，负责监督特定政策领域；同时，也可能有一位由公众选举产生的副市长，在市长职位因去世、辞职、丧失能力或被弹劾等原因出现空缺时继任为市长。
在其他一些城市，副市长主持市议会，但除非遇到表决僵局，一般无权投票。和其他体制中的副市长类似，民选副市长在市长缺席时会成为代理市长。如前所述，在某些城市，这个职位是单独选举产生的，不是由市议会从其成员中推选出的议长。在美国的一些城市，市长和副市长会以类似总统与副总统的方式组成全市统一的竞选搭档共同参选。而在其他城市，尤其是采用“议会-经理制”的地方，市议会则会从议员中选出一人担任副市长或“临时市长”。